# Rybatsji (Kaliningrad)

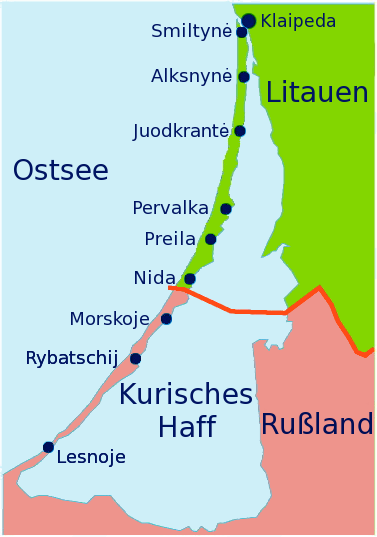
De plaatsen op de Koerse Schoorwal

Rybatsji (Рыбачий) is een dorp op het Russische gedeelte van de Koerse Schoorwal. Dit deel van de landtong maakt deel uit van de oblast Kaliningrad. De plaats ligt in de rajon Zelenogradsk en was tot 1 januari 2016 het bestuurscentrum van de Landgemeente Koerse Schoorwal (Сельское поселение Куршская коса, Selskoje poselenije Kursjskaja Kosa). Sinds die datum valt het Russische deel van de Koerse Schoorwal rechtstreeks onder het districtsbestuur. Het dorp Rybatsji telde 1.001 inwoners in 2010. De naam betekent ‘vissers(dorp)’. De plaats ligt 34 kilometer verwijderd van Zelenogradsk, de hoofdplaats van de rajon. Ten noorden van Rybatsji ligt Morskoje, 10 kilometer weg, ten zuiden Lesnoj, 22 kilometer weg.
Rybatsji behoorde tot 1945 bij Duitsland; tot in 1946 heette het dorp Rossitten. In het Oudpruisisch heette het Rosit (‘dauw’), in het Litouws werd het Rasytė genoemd.
Ten zuidwesten van Rybatsji ligt een meertje, het Meeuwenmeer (Озеро Чайка, Ozero Tsjaika). In de Duitse tijd heette het Möwenbruch. Het is een broedgebied voor vogels.

## Geschiedenis
Het dorp wordt voor het eerst vermeld in een oorkonde van 1372. Er stond toen al een burcht van de Duitse Orde, die vermoedelijk rond 1330 is gebouwd. In de 16e eeuw raakte de burcht in verval; in later tijd kalfde de heuvel waarop ze stond af en verdwenen de restanten van de burcht in het Koerse Haf. De burcht komt voor in de novelle Das Majorat van E.T.A. Hoffmann.
Het dorp werd vooral bewoond door vissers, maar er werd ook enige landbouw bedreven. De bodem bestaat voor een deel uit leem, die zich leent om bakstenen van te maken. Een deel van de bevolking hield zich daarmee bezig. Rossiitten bezat tot 1550 de belangrijkste kerk van de Koerse Schoorwal. In dat jaar werd de kerk verplaatst naar Kunzen (Russisch: Красноречье, Krasnoretsje), een dorpje drie kilometer ten zuiden van Rossitten. Kunzen verdween kort na 1800  onder het zand van de wandelende duinen. De meeste inwoners verhuisden naar Rossitten. In 1808 kreeg Rossitten weer een eigen kerk. De huidige, uit bakstenen opgetrokken kerk dateert van 1873 en was tot 1945 luthers. Na de Tweede Wereldoorlog werd de kerk gebruikt als opslagruimte; in 1992 werd ze toegewezen aan de Russisch-orthodoxe Kerk. Ze is gewijd aan Sergius van Radonezj. Naast de kerk staat een metalen kruis met een inscriptie ter herinnering aan de vroegere Duitse inwoners van Rossitten. De dichtstbijzijnde lutherse kerk in de oblast is nu in Zelenogradsk.
Kunzen ging aan zandverstuivingen ten onder, maar ook Rossitten werd er regelmatig door bedreigd. Op het eind van de 19e eeuw nam ‘duinopzichter’ Wilhelm Franz Epha (1828-1904) het initiatief tot een systematische beplanting van de duinen om de dorpen heen met dennen. Sindsdien zijn de dorpen veilig.
Kort voor de Eerste Wereldoorlog kreeg Rossiten een pier, waar onder andere de boten tussen Cranzbeek (de haven van Cranz, nu Zelenogradsk, aan de kant van het Koerse Haf) naar Memel (nu Klaipėda) aanlegden.
Tot 1939 viel Rossitten onder de Pruisische Kreis Fischhausen (het huidige Primorsk). In 1939 werden de Kreise Fischhausen en Königsberg-Land samengevoegd tot de Kreis Samland. In dat jaar woonden er 691 mensen in het dorp.
In januari 1945, op het eind van de Tweede Wereldoorlog, rukte het Rode Leger over de Koerse Schoorwal Oost-Pruisen binnen. Rossitten werd toegewezen aan de Russische Socialistische Federatieve Sovjetrepubliek en kreeg in 1946 zijn huidige naam Rybatsji. De meeste inwoners, vrijwel allemaal Duitstalig, vluchtten voor het Rode Leger uit naar Duitsland. Zij werden vervangen door inwoners van de Sovjet-Unie, in meerderheid Russen.
Tot 2005 viel Rybatsji met Morskoje en Lesnoj onder de Dorpssovjet Rybatsji. Tussen 2005 en 2016 bestond er een Landgemeente Koerse Schoorwal.
Rybatsji heeft van alle dorpen aan het Koerse Haf de meeste moderne gebouwen, al zijn er nog wel wat oude vissershuisjes over. Het dorp heeft faciliteiten voor toeristen, waaronder twee hotels.

## Vogelwacht
In 1901 stichtte de ornitholoog Johannes Thienemann (1863-1938) in Rossitten de Vogelwarte Rossitten (Vogelwacht Rossitten). Vanaf 1923 kreeg hij steun van het Berlijnse Kaiser-Wilhelm-Gesellschaft zur Förderung der Wissenschaften. Het doel van het instituut was het gedrag van trekvogels te bestuderen. Hier werden op grote schaal vogels geringd, in de hoop dat mensen die een dode vogel vonden, hun vondst zouden rapporteren aan de vogelwacht. Het was het eerste instituut dat zich hiermee bezighield. Later volgden andere landen; in Nederland werd in 1931 bijvoorbeeld het Vogeltrekstation opgericht (dat trouwens contacten onderhield met de Vogelwarte).
In 1931 werd in Rossitten ook een vogelmuseum ingericht.
Door oorlogsomstandigheden moest de vogelwacht in 1944 ontruimd worden. In 1946 zetten de medewerkers de vogelwacht van Radolfzell am Bodensee op, die het werk van de Vogelwarte Rossitten voortzette.  Ook Rusland zette in 1956 het werk van de Vogelwarte voort in de vorm van een ‘biologisch station’ in Rybatsji als vestiging van de Russische Academie van Wetenschappen in Sint-Petersburg. Het instituut wordt  voor een deel particulier gefinancierd. Het gebouw waarin het opereert heet Fringilla (naar de wetenschappelijke naam van een aantal vinkachtigen).
Thienemann ligt, net als Wilhelm Franz Epha, begraven op het oude kerkhof van Rossitten. Beide graven zijn nog intact. Op het vroegere woonhuis van Thienemann is een tweetalige plaquette aangebracht. Het gebouw Ulmenhorst, waarin de vogelwacht gevestigd was, is verloren gegaan; het gebouw van het vogelmuseum bestaat nog wel, maar niet meer als museum.

## Zweefvliegschool
In 1924 stichtte de zweefvlieger Ferdinand Schulz (1892-1929) in Rossitten een zweefvliegschool, die kort daarop fuseerde met een soortgelijke school in het gebergte de Rhön. De scholen kregen samen de naam Rhön-Rossitten-Gesellschaft. Bij de vestiging Rossitten dienden de duinen van de Koerse Schoorwal als oefengebied. In 1945 blies het oprukkende Rode Leger alle gebouwen en installaties op het zweefvliegveld op. Sindsdien wordt er op de schoorwal niet meer gezweefvliegd.

## Foto’s

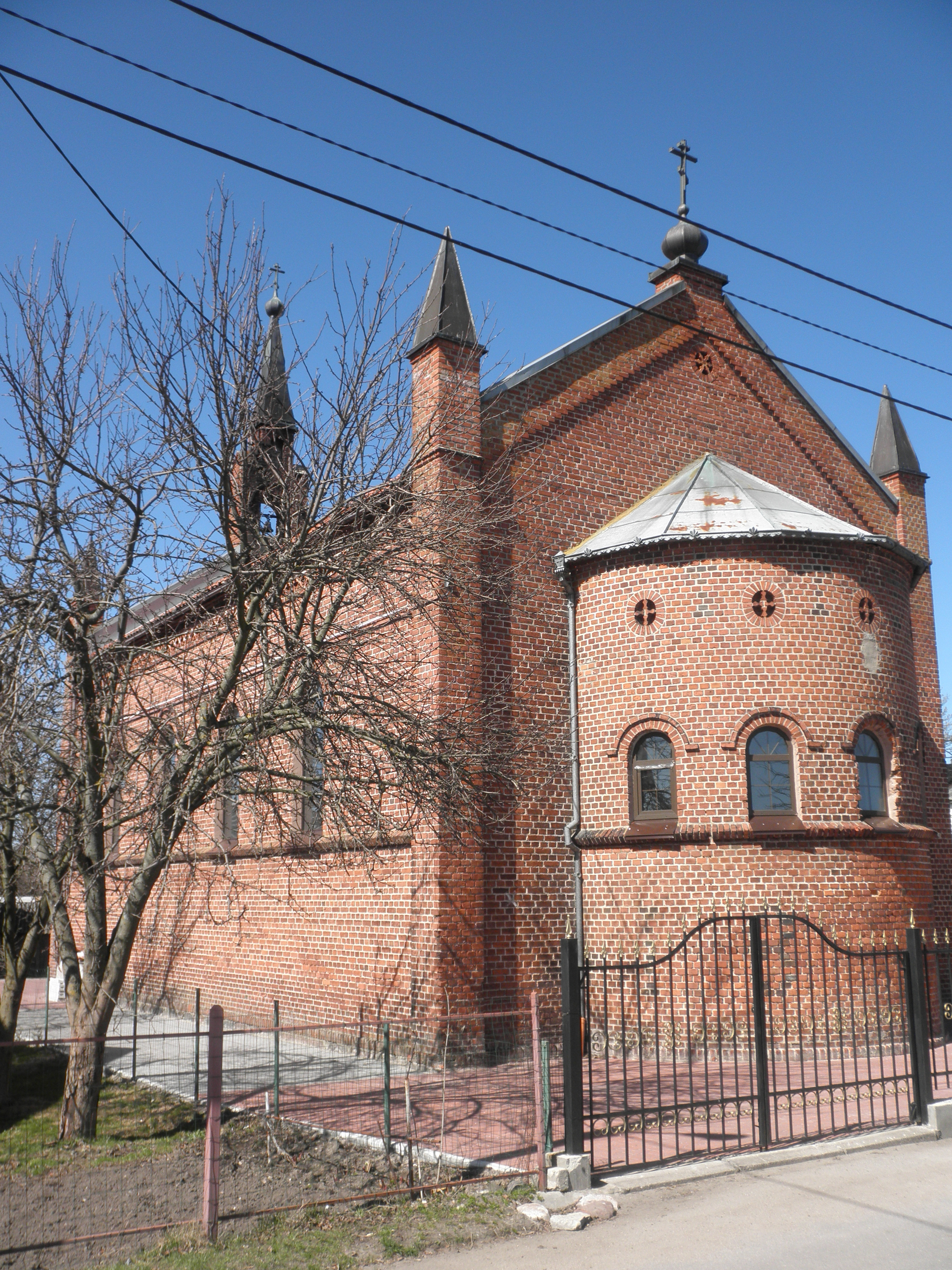
De kerk van Rybatsji
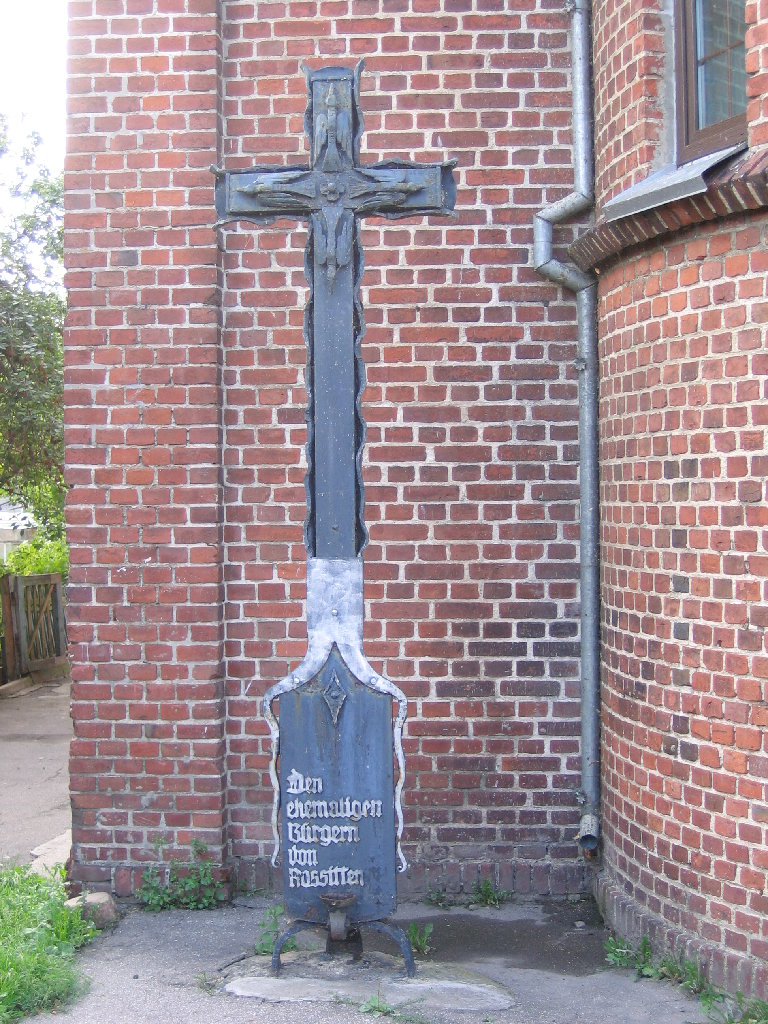
Gedenkteken voor de vroegere Duitse inwoners van Rossitten, bij de kerk
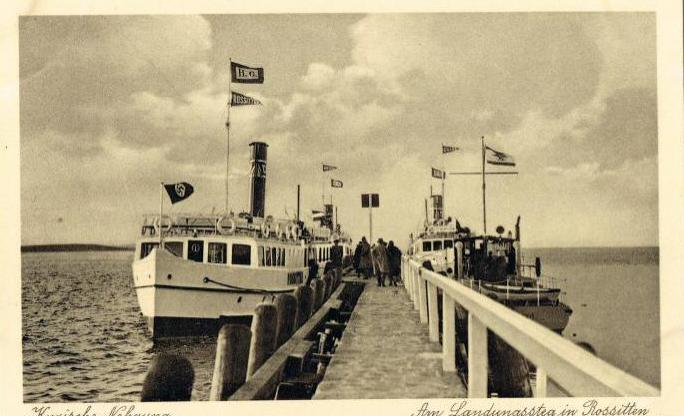
De pier van Rossitten in de jaren dertig
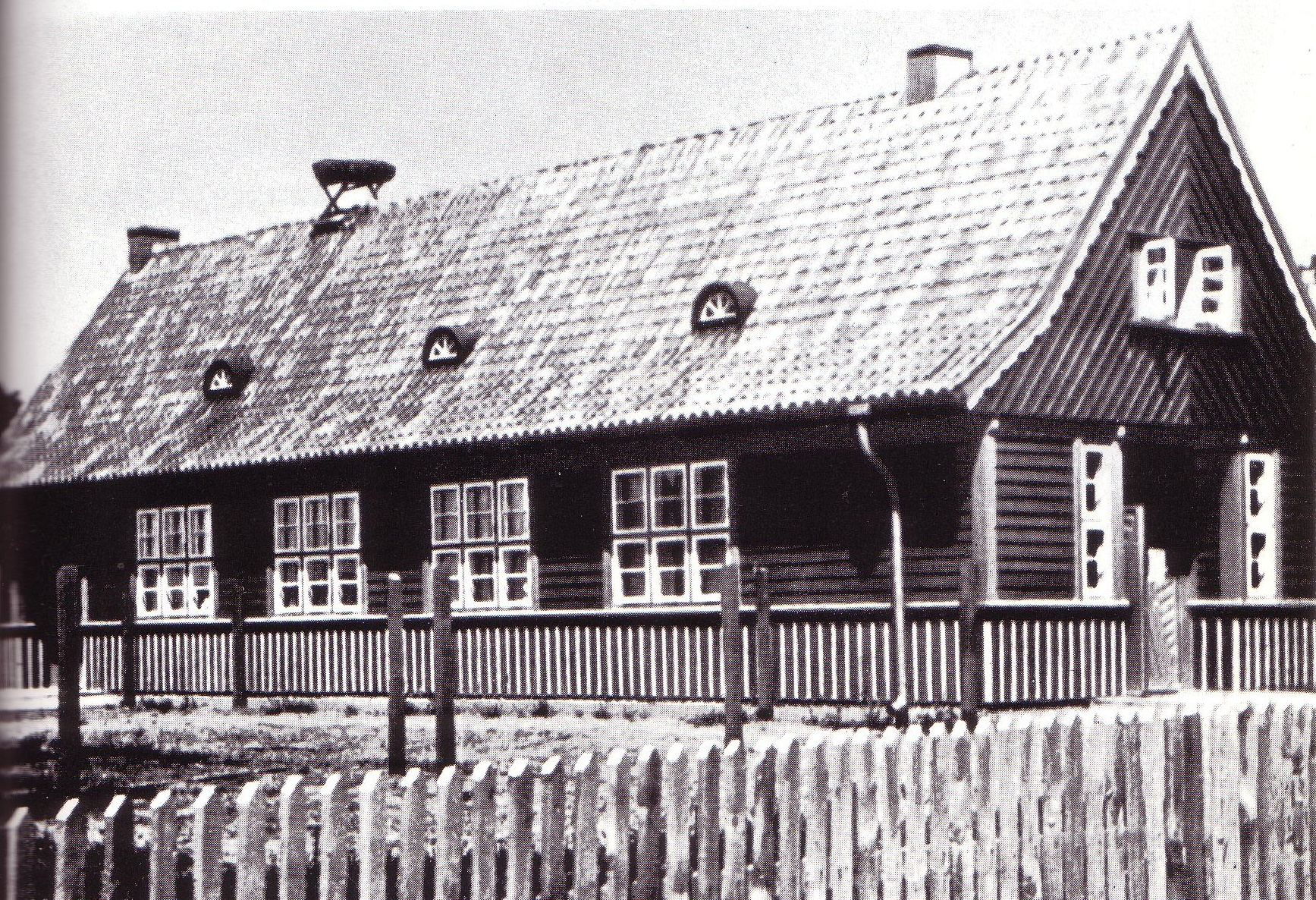
Het vogelmuseum in de jaren dertig
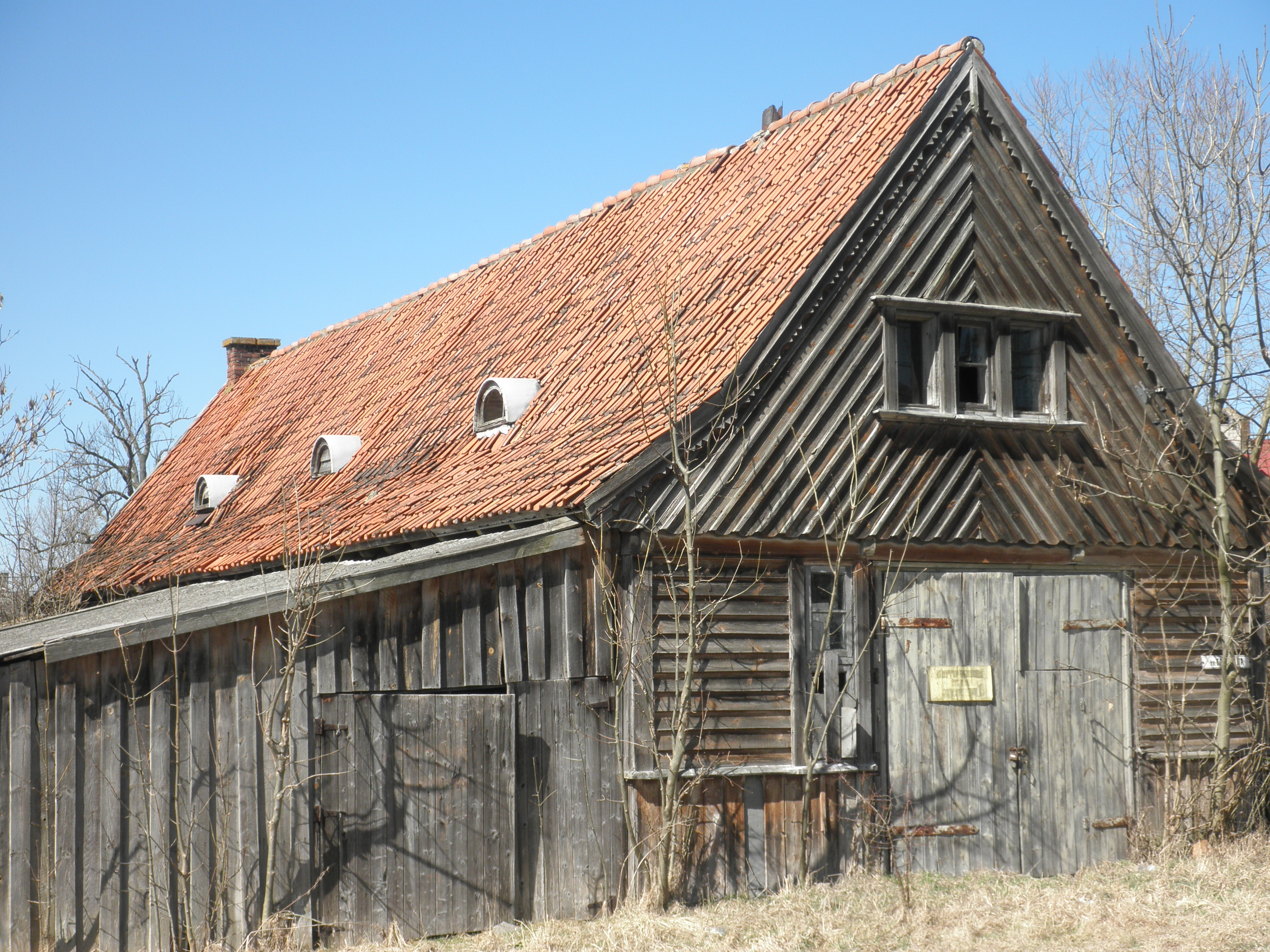
Het vogelmuseum nu
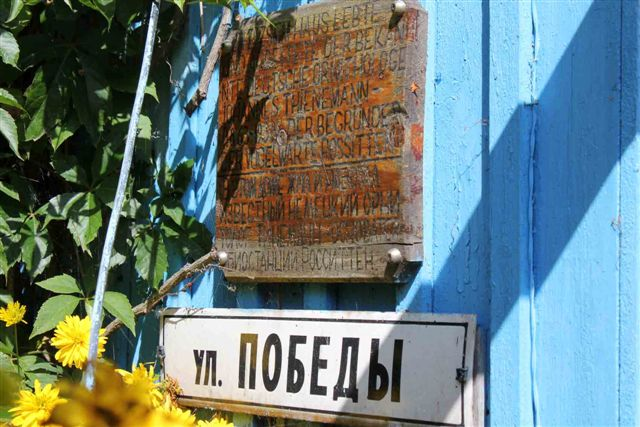
Plaquette op het voormalige woonhuis van Johannes Thienemann
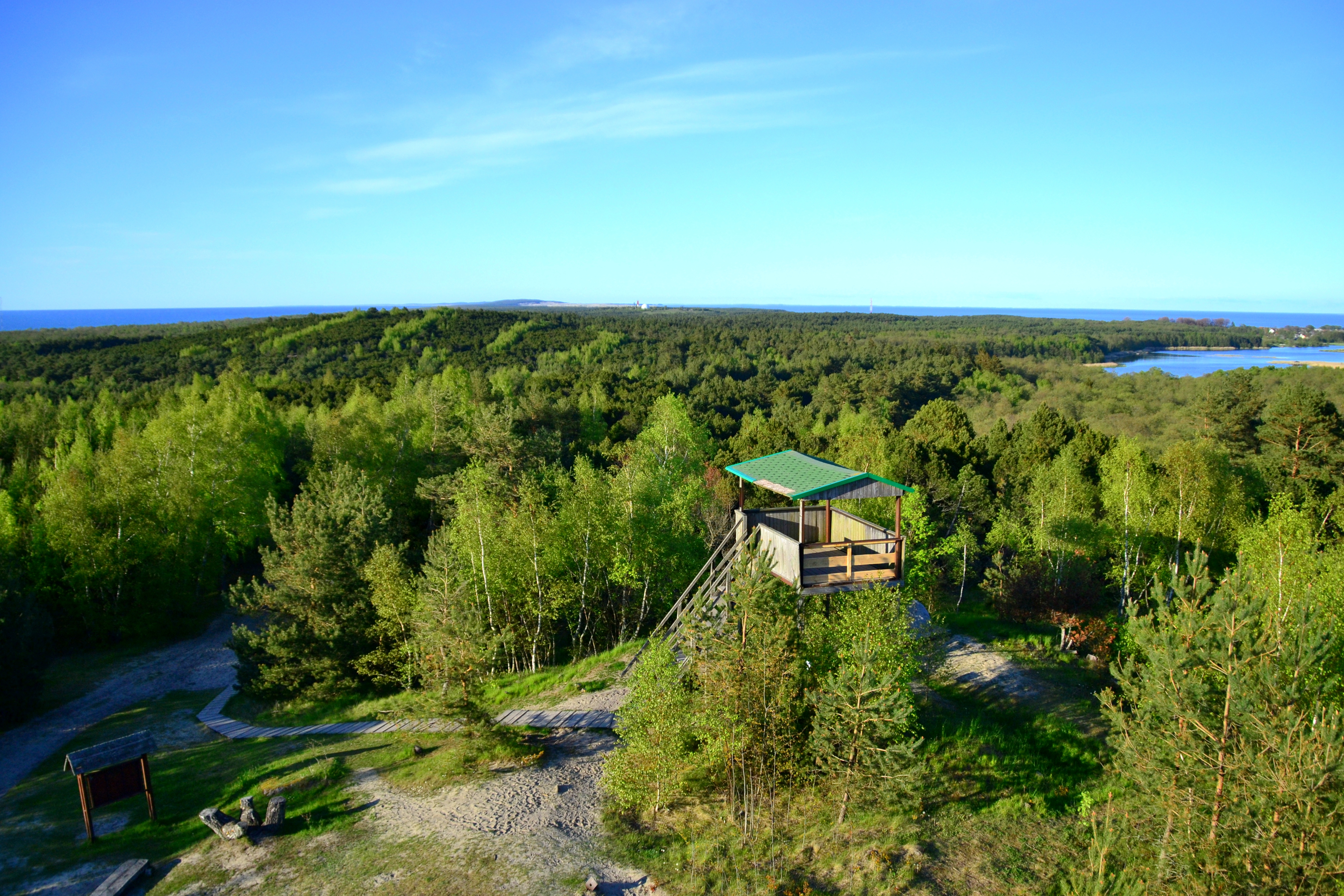
Observatiepost bij het Meeuwenmeer

Litouwse deel: Smiltynė · Alksnynė · Juodkrantė · Pervalka · Preila · Nida

Russische deel: Morskoje · Rybatsji · Lesnoj